# Ratpenat d'Ipanema
El ratpenat d'Ipanema (Pygoderma bilabiatum) és una espècie de ratpenat que viu a Bolívia, el Paraguai, al sud-est del Brasil i al nord de l'Argentina.

## Subespècies
- Pygoderma bilabiatum bilabiatum
- Pygoderma bilabiatum magna